# Turena
La Turena o Torena (francès: Touraine) és una antiga província de França, amb capital a la ciutat de Tours. Durant la reorganització política del territori francès l'any 1790, la Turena va quedar dividida en tres departaments: Indre i Loira i part d'Indre i Loir i Cher.

## Geografia
Travessada pel riu Loira i pels seus afluents, el Cher, l'Indre i la Vienne, la Turena forma part de la conca parisenca. Els seus vins tenen molt de renom. El TGV, que uneix París i Tours en menys d'una hora, ha fet de la Turena un lloc de residència per a la gent que treballa a la capital.

## Història
La Turena pren el seu nom de la tribu gala dels túrons. L'antiga província correspon aproximadament a l'actual departament d'Indre i Loira i a una part dels departaments d'Indre i de Loir i Cher.
L'any 1044, el control de la Turena va ser atorgat als angevins, que el 1154 es convertiren en reis d'Anglaterra. L'any 1205, el rei Felip II de França va recuperar aquesta regió, que va transformar en ducat reial.

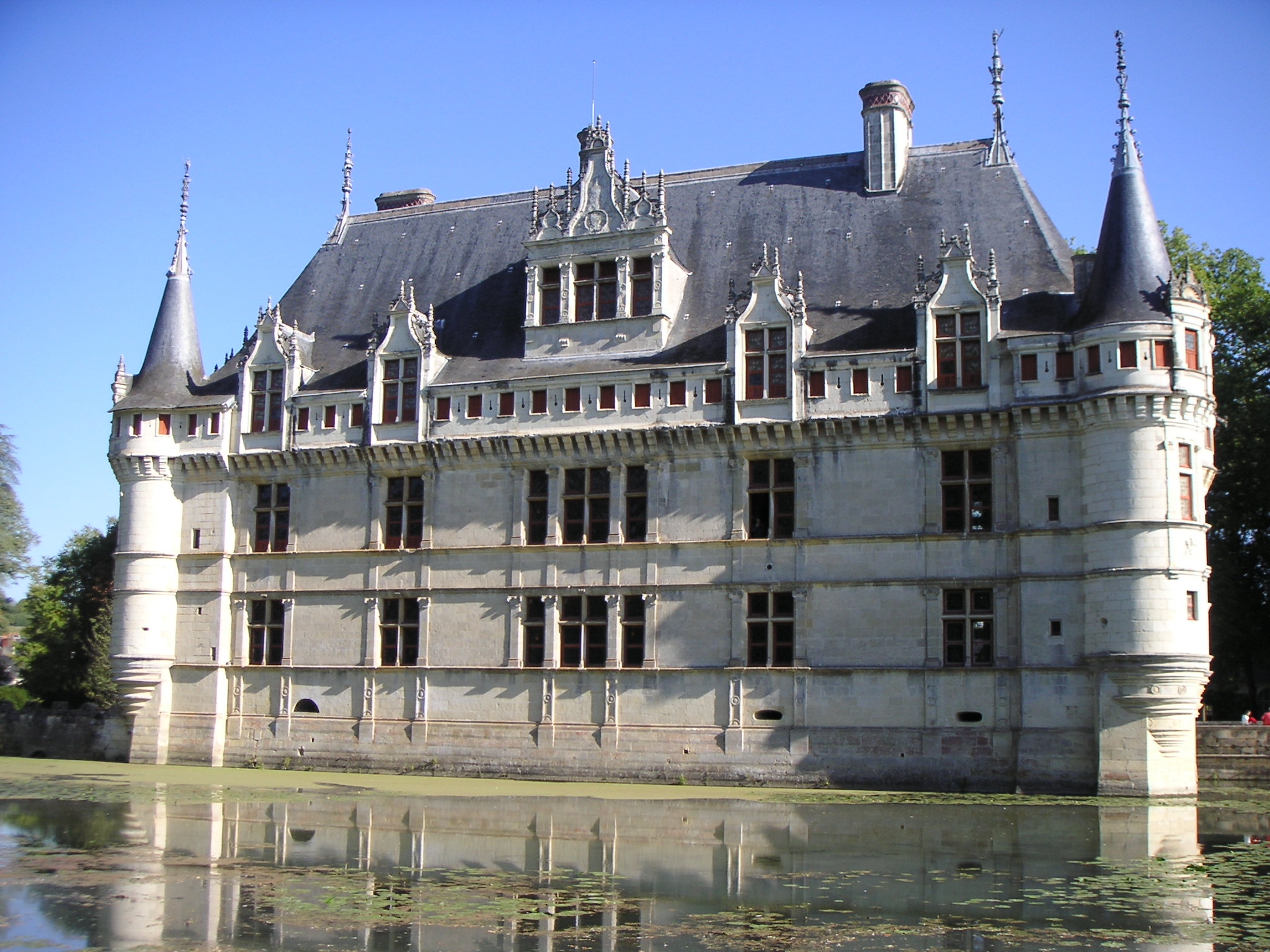
Castell d'Azay-le-Rideau.

Anomenada el “Jardí de França”, es tracta d'una regió molt vinculada a la monarquia francesa, des que l'any 1418 la família reial s'hi instal·là durant la guerra dels Cent Anys. En conseqüència, els castells d'Amboise i de Blois van passar a ser residències reials sota els regnats de Carles VII, Lluís XII i Francesc I. Aquest últim, a més, va fer construir un altre castell a la regió, el castell de Chambord, la construcció del qual va encarregar a Leonardo da Vinci. Amb la instal·lació dels diferents reis francesos a la regió, nombrosos nobles també van decidir traslladar-s'hi. D'aquesta manera, un bon nombre de castells van ser construïts prop dels rius Loira, Cher i Indre. Entre aquests nobles castells cal destacar els d'Amboise, Azay-le-Rideau, Chaumont, Chenonceaux, Chinon, Langeais, Loches, Ussé i Villandry.
L'any 1429, a la vila de Chinon va tenir lloc la coneguda reunió del rei Carles VII i Joana d'Arc.
L'any 1584, el ducat reial va passar a ser una província, estatus que conservà fins al 1790, quan la Turena va ser dividida en tres departaments.

## Personatges cèlebres
- René Descartes
- François Rabelais
- Honoré de Balzac
- Benet de Sant Maur, trobador del segle xii